# Glee: The Music, The Power of Madonna
Glee: The Music, The Power of Madonna er den første Extended Play (EP) af castet bag den musikalske tv-serie Glee. Den indeholder otte sange fra episoden "The Power of Madonna" fra sæson et , som var en hyldest episode dedikeret til den amerikanske musiker Madonna. Hun havde solgt rettighederne til hele hendes katalog af musik til Glee i 2009, og producenterne af showet udviklede episoden kaldet "The Power of Madonna", hvor showet bød på en række coverversioner af Madonnas sange, synget af de medvirkende. Den medfølgende EP blev kaldt Glee: The Music, The Power of Madonna.
Efter sin udgivelse modtog EP'en generelt positive anmeldelser fra kritikerne, der ofte citerer coverversionen af Madonnas "Like a Prayer" som en stand-out track fra albummet. EP debuterede som nummer et på Billboard 200 albumhirlister, med 98.000 eksemplarer i den første uge i USA, som er den højeste debut for en Glee soundtrack. Det nåede også til toppen på hitlisterne i Canada, og kom blandt de ti bedste i Australien, Irland og Det Forenede Kongerige. Frigivelsen af EP opleves der også en stigning i salget af Madonnas album. Alle sange fra The Power of Madonna blev udgivet som singler med undtagelse af " Burning Up ". "Like a Prayer" toppede højest i alle regioner, og nåede nummer 27 på den amerikanske Billboard Hot 100, og sælge 87.000 digitale downloads der.

## Baggrund
I 2009 tildelte Madonna Glee rettighederne til hele hendes katalog af musik, og producenterne planlagde en episode, der ville udelukkende ville have Madonna's sange.  Seriens skaber Ryan Murphy havde arbejdet sammen med Madonna i fortiden, og ønskede en Glee-hyldest til hende. Madonna aftalt og "samarbejdede i enhver mulig måde", for episoden "The Power of Madonna".I episoden får showets fiktive korinstruktør Will Schuester, portrætteret af skuespilleren Matthew Morrison, de studerende i klubben til at synge Madonna's sange, fordi pigerne var blevet udsat for sexistisk behandling af drengene, han håbede hele Glee Club vil lære af de budskaber som pige-power og ligestilling i Madonna sange som "Express Yourself".
Glee: The Music, The Power of Madonna er en EP som indeholder studieindspilninger af sange udført i episoden, der blev udgivet den 20. april 2010.  Dens tracklist omfatter "Express Yourself", en mash-up af "Borderline" og "Open Your Heart", "Vogue", "Like a Virgin", "4 Minutes", "What It Feels Like for a Girl", og "Like a Prayer". iTunes udgaven inkluderede et bonustrack, "Burning Up", som ikke blev udført i episoden.  Selv om de ikke blev udført af showets skuespillere, blev Madonnas "Ray of Light",  "Burning Up", "Justify My Love",, og "Frozen" også brugt som babbgrundssange i episoden. 

## Modtagelse

### Kritisk respons
| Kilde                      | Rating               | Kilde  |
| -------------------------- | -------------------- | ------ |
| About.com                  | 3,5 ud af 5 stjerner | [ 11 ] |
| Allmusic                   | 3,5 ud af 5 stjerner | [ 12 ] |
| BBC                        | Blandet              | [ 13 ] |
| Digital Spy                | ****-                | [ 14 ] |
| Entertainment Weekly       | A                    | [ 15 ] |
| Seattle Post-Intelligencer | positiv              | [ 16 ] |
| Star Tribune               | Negativ              | [ 17 ] |

Albummet har generelt fået positive anmeldelser fra kritikerne. Fraser McAlpine fra BBC skrev: "Når det er bedst, er det en kærlig hyldest, i værste fald er det ligesom de re-made pop musik som detailhandlere spiller i butikker at undgå for at betale ordentlige royalties." Han mente at: ".. Da de i det væsentlige er kopier af de originale, afhænger sangene af forbindelsen med showet, for at give mening. Så lytter man til albummet på alene musikalske er det tæt på meningsløst" " Allmusic's Andrew Leahey bedømt album til 3,5 ud af 5 stjerner, skriver: "Det er en kort udgivelse, men det rummer også sit, mod de to albums, der gik forud, nemlig fordi materialet er så kompatibel med vise at Madonnas musik altid har trivedes på drama. Det egner sig godt til Glee's teater-pop tilgang, som de har en tendens til at bringe ud af posen i selv de mest alvorlige sange. "  Nick Levine fra Digital Spy bedømt EP'en til 4 ud af 5 stjerner, og roser "fantasifulde efterbearbejdning" af "hvordan det føles for en pige", og bemærker: "Hvis Glee behandling tilskynder et par yngre popfans til at investere i Madonnas nyere hitssamlinger, kan den kun ses som en god ting. 
Sahar Ghosh fra Seattle Post-Intelligencer følte, at de bedste sange på EP'en var "What It Feels Like for a Girl" og "Like a Prayer", og sagde, at "teksterne som Madonna sang i 2001 [som "What It Feels Like for a Girl"] stadig (desværre) er ringe sandt i dag, men de får en ny bitterhed, da de er sunget af drengene i koret. [...] Men den bedste sang på af albummet er helt sikkert "Like a Prayer". De talentfulde stemmer fra Glee-skuespillerne, som bakkes op af et fuldt kor, bærer mesterligt teksterne til større højder. "  Mikael Wood fra Entertainment Weekly gav albummet et "A"-rating, og forklarer "Sue reviderer det afsindigt talte ord på 'Vogue', og Glee's fyre giver et overraskende bud på "What It Feels Like for a Girl". Værsgo - åbne dit hjerte"  David Hiltbrand fra Star Tribune gav en negativ anmeldelse af albummet og siger, at "tingene går nedad så snart Jane Lynch starter op den talte del af 'Vogue'. Når du kommer til 'Like a Virgin' og '4 Minutes ", er sangene overproduceret med lyd og melodramatisk, mere showtune end disco."  Bill Lamb fra About.com var imponeret og sagde, at coverversionerne af 'Express Yourself' og 'Vogue' lyder primært som rimeligt veludført karaoke. [...] Den re-konceptualisere af 'Like a Virgin' som en duet, graver dybere ind i bandet base af '4 Minutes", og det store udstyrsstykke af 'Like a Prayer' synes at tage os et unikt sted fra de originale Madonna optagelser. " 

### Kommerciel ydeevne
I sin første uge efter udgivelsen i USA nåede Glee: The Music, The Power of Madonna nummer et på Billboard 200, med solgte 98.000 eksemplarer. Det blev det første album fra Glee til debutere på toppen af hitlisten. Albummet er også det første album der kom på en første plads, som bestod helt af coverversioner af en kunstners sange, siden ABBA's Mamma Mia! The Movie Soundtrack regerede i en uge i August 2008.  Ifølge Nielsen SoundScan, var 75 procent af salget på grund af de digitale downloads fra onlinebutikker.  Det var også den Top Digital - og Top Soundtrack album af ugen.  Frigivelsen af EP'en har også haft sin indvirkning på Madonnas eget salg. Hendes Celebration-album blev igen inddraget på Billboard 200 som nummer 86 med et salg på 6.000 (steget med 219%). Hendes samlede katalog af albums oplevede en 44% hop i salget, solgte 17.000 i denne uge. Hendes digital sang downloads fik også et løft, hvor hendes samlede spor, sælger 108.000 eksemplar. Der er et spring på 169% i forhold til ugen før (40.000). Hendes to bedst sælgende sange i ugen var "4 Minutes" og "Like a Prayer". De solgte hver sælge 12.000 med et afkast på 183% og 267%. 
I Canada debuterede albummet øverst på den canadiske albumhitliste, med et salg på 23.000 ifølge Nielsen SoundScan.  I Australien, debuterede EP'en som nummer 14 på den australske hitliste. Efter to uger nåede den et højdepunkt på nummer 10, og var til stede i alt syv uger på listen.  I Belgiens Vallonien-region og i Nederlandene,debuterede EP'en på de lavere stadier på hitlisterne.  Det var mere succes i Mexico, hvor det debuterede som nummer 47 på den mexicanske albumhitliste, og nåede et højdepunkt på 34, den næste uge. Albummet opholdte sig på hitlisten i alt otte uger.  Efter sin udgivelse i Storbritannien, indtrådte Glee: The Music, The Power of Madonna på de officielle britiske hitlister som nummer fire. Men det havde hårdere uger de næste uger, og var til stede i alt otte uger.  I Irland debuterede EP'en som nummer 22 på den irske albumhitlister, og flyttede til sit højdepunkt som nummer fem den næste uge. 

## Singler
Alle sangene på EP'en, bortset fra bonustracket, blev også udgivet som singler, til rådighed for digital download.  Blandt de udgivelser, blev Glee-version af "Like a Prayer" den mest sælgende sang.  Den solgte 87.000 eksemplarer på de digitale downloads og kom på Hot Digital Songs hitliste som nummer 10, og kom ind på Billboard Hot 100 som nummer 27.  "Like a Prayer" kom også ind som nummer 27 på Canadian Hot 100, og som nummer 28 i Australien.  "Like a Prayer" var også en succes i Storbritannien, hvor det nåede nummer 16 på UK Singles Chart, og var til stede i fire uger. "4 Minutes", "Like a Virgin" og "Borderline/Open Your Heart" kom ind på UK Singles Chart i positionerne 42, 58 og 66. 

## Spor
| Nr.  | Titel                                      | Forfatter (e)                                          | Originale artist(er)                             | Længde |
| ---- | ------------------------------------------ | ------------------------------------------------------ | ------------------------------------------------ | ------ |
| 1.   | "Express Yourself"                         | Madonna, Stephen Bray                                  | Madonna                                          | 4:01   |
| 2.   | "Borderline"/"Open Your Heart"             | Reggie Lucas/Madonna, Gardner Cole, Peter Rafelson     | Madonna                                          | 2:18   |
| 3.   | "Vogue"                                    | Madonna, Shep Pettibone                                | Madonna                                          | 5:15   |
| 4.   | "Like a Virgin" (featuring Jonathan Groff) | Billy Steinberg, Tom Kelly                             | Madonna                                          | 3:17   |
| 5.   | "4 Minutes"                                | Madonna, Timbaland, Justin Timberlake, Nathaniel Hills | Madonna featuring Justin Timberlake og Timbaland | 3:11   |
| 6.   | "What It Feels Like for a Girl"            | Madonna, Guy Sigsworth, David Torn                     | Madonna                                          | 4:32   |
| 7.   | "Like a Prayer" (featuring Jonathan Groff) | Madonna, Patrick Leonard                               | Madonna                                          | 5:22   |
| 8. § | "Burning Up" (featuring Jonathan Groff)    | Madonna                                                | Madonna                                          | 3:06   |

* § En iTunes Store bonus track i USA og Storbritannien. Denne sang er standard i andre lande. 

## Medvirkende og personale
| - Dianna Agron – vokal - Adam Anders – arrangør,, producer, soundtrack producent - Peer Åström – mixer, producer - Dave Bett – art direction, design - PJ Bloom – musik supervisor - Stephen Bray – komponist - Geoff Bywater – udøvende ansvar for musik - Madonna Ciccone – vokal - Gardner Cole – komponist - Chris Colfer – vokal - Tim Davis – arranger, vocal contractor - Dante Di Loreto – soundtrack executive producer - Brad Falchuk – soundtrack executive producer - Jonathan Groff – vokal - Floyd Nathaniel Hills – komponist - Tom Kelly – komponist - Michael Lavine – cover foto - Jane Lynch – vokal - Dominick Malta – mastering | - Maria Paula Marulanda – art direction, design - Jayma Mays – vokal - Kevin McHale – vokal - Lea Michele – vokal - Cory Monteith – vokal - Timothy Mosley – komponist - Ryan Murphy – producer, soundtrack producer - Ryan Peterson – engineer - Shep Pettibone – komponist - Peter Rafelson – komponist - Amber Riley – vokal - Naya Rivera – vokal - Mark Salling – vokal - Guy Sigsworth – komponist - Billy Steinberg – komponist - Justin Timberlake – komponist - David Torn – komponist - Jenna Ushkowitz – vokal |

Credits adapted as per Allmusic credit notes.

## Hitlister
| Hitliste (2010)                  | Top position |
| -------------------------------- | ------------ |
| Australsk Albumhitliste          | 10           |
| Belgisk (Wallonia) Albumhitliste | 97           |
| Canadian Albums Chart            | 1            |
| Dutch Albums Chart               | 93           |
| Irish Albums Chart               | 5            |
| Mexican Albums Chart             | 34           |
| UK Albums Chart                  | 4            |
| USA Billboard 200                | 1            |
| USA Top Soundtracks Album        | 1            |

| Hitliste (2010)           | Top position |
| ------------------------- | ------------ |
| USA Billboard 200         | 146          |
| USA Billboard Soundtracks | 13           |

## Udgivelse historie
| Region         | Udgivelsesdato |
| -------------- | -------------- |
| Canada         | 20. april 2010 |
| Irland         | 20. april 2010 |
| USA            | 20. april 2010 |
| Australien     | 23. april 2010 |
| Storbritannien | 26. april 2010 |
| Taiwan         | 20. maj 2010   |
| Japan          | 8. juni 2010   |
| Brasilien      | 3. august 2010 |
| Tyskland       | 8. april 2011  |
| Polen          | 13. maj 2011   |